# Muzeum Historii Żydów w Gruzji

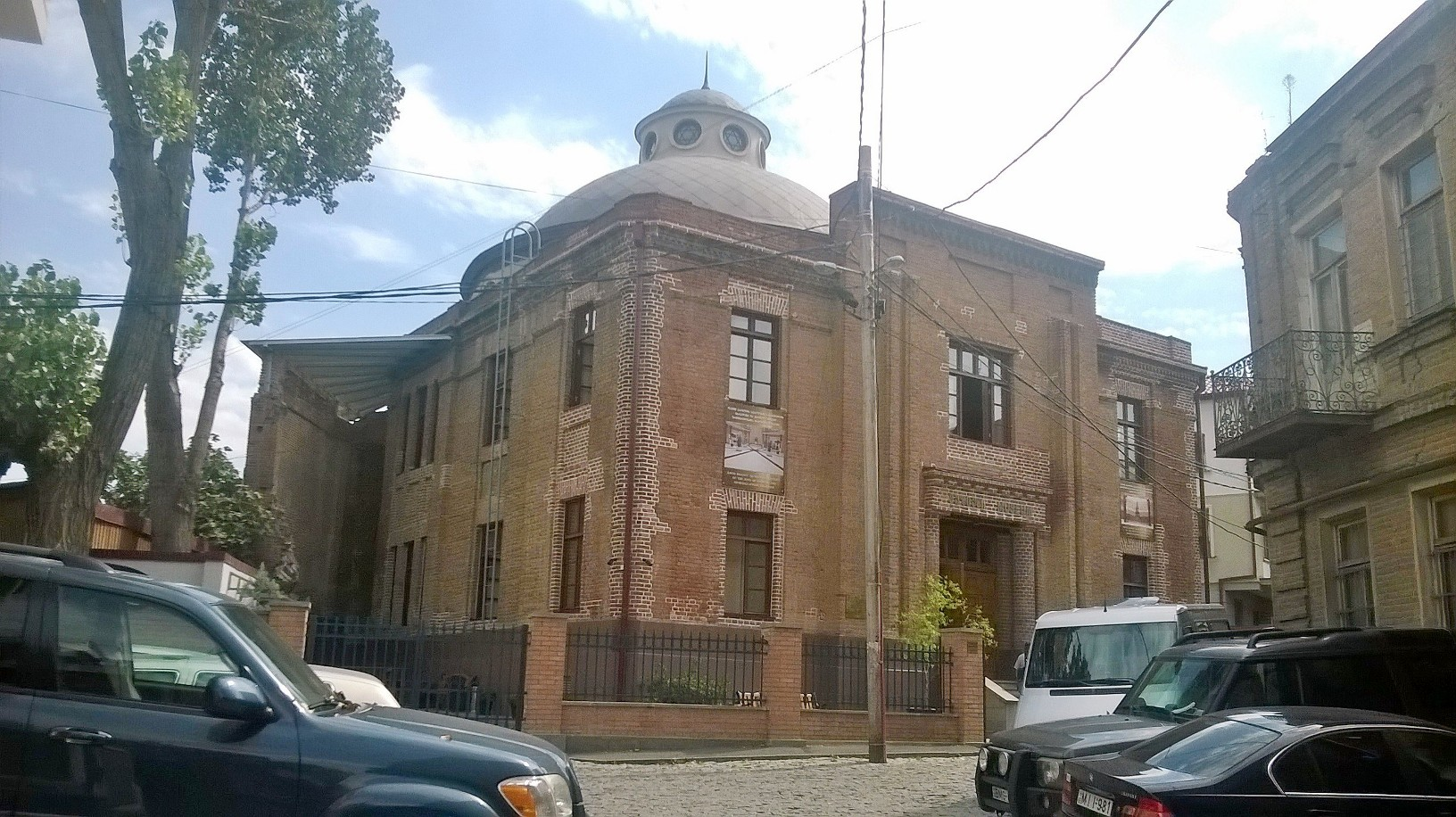
Muzeum Historii Żydów w Gruzji, budynek

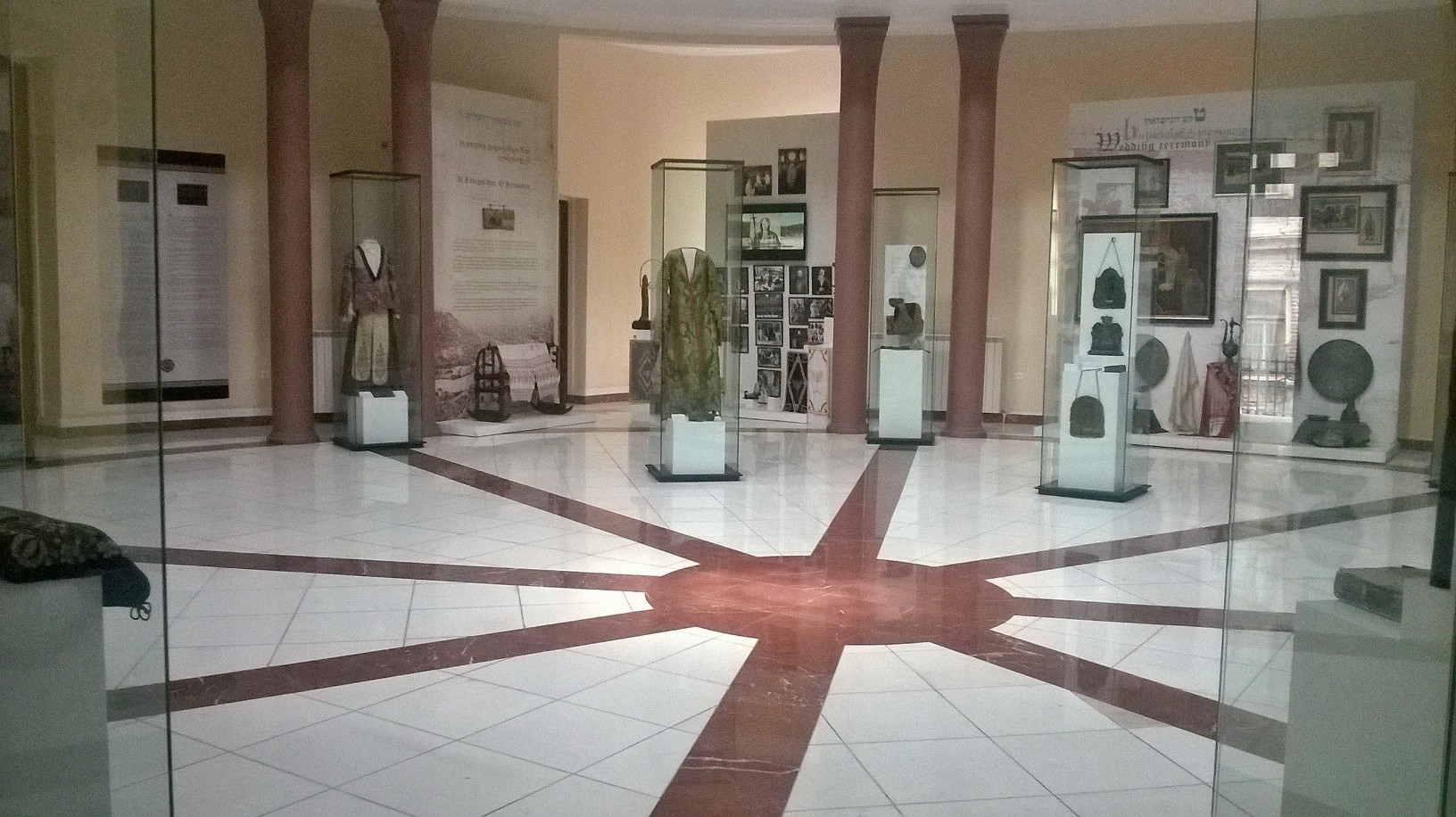
Muzeum Historii Żydów w Gruzji, wnętrze

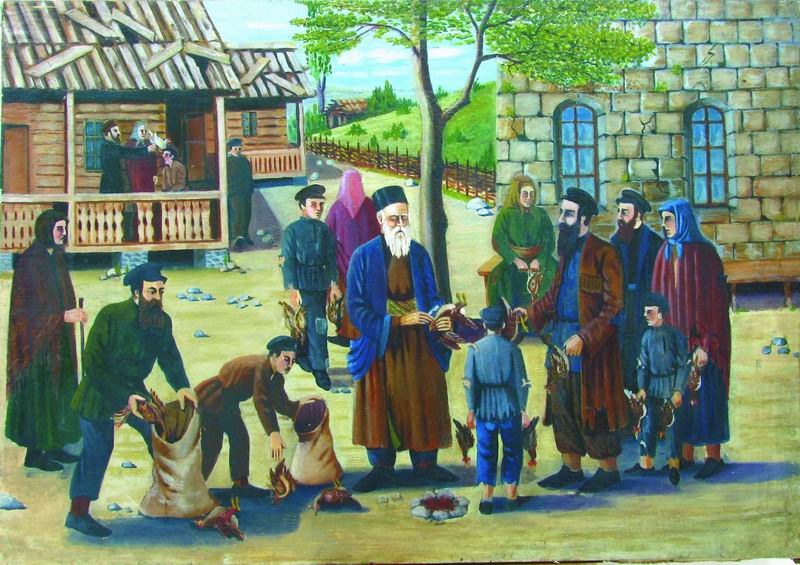
Szalom Koboszwili, obraz z 1940 przedstawiający rytualny ubój drobiu, w kolekcji muzeum

Muzeum Historii Żydów w Gruzji (gruz. საქართველოს ებრაელთა ისტორიულ-ეთნოგრაფიული მუზეუმი) – muzeum w Tbilisi przy ul. Antana Katalikosi 3. Przedstawia historię gruzińskich Żydów i stosunków gruzińsko-żydowskich od starożytności po czasy współczesne. Przy muzeum działa ośrodek badań naukowych nad stosunkami gruzińsko-żydowskimi.

## Muzeum w czasach radzieckich
Muzeum Historyczno-Etnograficzne Żydów w Gruzji zostało powołane do życia zarządzeniem gruzińskiego Ludowego Komisariatu Edukacji z 23 listopada 1933 jako placówka kulturalna dla żydowskich robotników. Pierwszą siedzibą muzeum był żydowski pracowniczy ośrodek kultury przy ul. Gia Abesadze 10. Obok rozbudowy kolekcji muzeum prowadziło badania nad historią i etnografią kaukaskich, a w szczególności gruzińskich Żydów. W latach 1934–1936 zespół muzeum podjął wyprawy badawcze do niemal wszystkich ośrodków zwartego osadnictwa ludności żydowskiej w Gruzji. Dodatkowym zadaniem placówki było rozpowszechnianie propagandy wśród żydowskiej społeczności w Gruzji. Wystawa główna przed 1939 nosiła tytuł „Nowe i stare sposoby życia gruzińskich Żydów”. W kolekcji znajdowało się m.in. ok. 60 obrazów Szaloma Koboszwili, przedstawiających życie codzienne i religijne rytuały gruzińskich Żydów.
Fala aresztowań podczas wielkiej czystki pod koniec lat 30. XX wieku dotknęła również pracowników i współpracowników muzeum (m.in. gruzińsko-żydowskiego pisarza Hercla Baazowa). Mimo to placówka działała nadal. W 1940 muzeum zostało przeniesione do nowej siedziby w budynku przy ul. Antana Katalikosi 3. W latach 1940–1945 placówka wydała trzy tomy studiów i dokumentów. Po wojnie kontynuowała działalność, m.in. zbierając materiały na temat Żydów mieszkających w Kutaisi i organizując wystawy czasowe dotyczące takich tematów, jak kultura żydowska w Związku Radzieckim (1948) czy żydowscy bohaterowie II wojny światowej (1951).
Pod koniec lat 40. dyrektor muzeum Aharon Kricheli został aresztowany. W 1951 muzeum zamknięto.

## W niepodległej Gruzji
Po ogłoszeniu niepodległości przez Gruzję w 1991 podjęto działania na rzecz ponownego otwarcia muzeum. 30 listopada 1992 rząd Gruzji wydał dekret o wznowieniu działalności placówki. Muzeum nadano imię Dawida Baazowa, gruzińskiego rabina i działacza syjonistycznego. Podjęto działania na rzecz odbudowy kolekcji, która po zamknięciu muzeum w 1951 została rozproszona po innych muzeach i archiwach.
25 lipca 2004 prezydent Gruzji wydał rozporządzenie o remoncie budynku muzeum, który był w bardzo złym stanie. Uroczyste otwarcie odnowionego budynku i nowej wystawy stałej nastąpiło 20 października 2014 z udziałem przedstawicieli gruzińskiego rządu (m.in. premiera Irakliego Garibaszwili) i przedstawicieli rządu Izraela.

## Budynek i kolekcja
Muzeum mieści się w budynku dawnej synagogi, wzniesionej w 1914 w Starym Tbilisi. Budynek jest ceglany, zwieńczony dwiema kopułami, dużą i małą, wspartymi na ośmiu filarach ze zbrojonego betonu. Ma status zabytku dziedzictwa kulturalnego Gruzji.
W kolekcji muzeum znajdują się obiekty archeologiczne, etnograficzne, rękopisy i starodruki, obrazy, fotografie i materiały audiowizualne.